# Tegua (isla)
Tegua es una isla de la cadena de las Islas Torres de Vanuatu, situada en la provincia de Torba.
La única aldea es Lateu, con una población de 58 habitantes. Alrededor de 100 residentes de Tegua fueron evacuados por el gobierno porque el aumento del nivel del mar estaba inundando la isla. La aldea situada en la costa sufre, de hecho, en los últimos años continuas inundaciones.
La isla tiene una longitud de 6,5 km y un ancho de 7 kilómetros.